# Estrada de Ferro São Paulo — Goyaz
No dia 4 de maio de 1909 fora publicado o Decreto nº 1732 do estado de São Paulo, concedendo ao Engenheiro Francisco Homem de Mello, ou empresa que o mesmo organizar, licença para construção, uso e gozo de uma estrada de ferro, que iniciando-se na cidade de Bebedouro, vá terminar na sede do distrito e paz de Monte Azul Paulista (Monte Azul pertencia ao município de Bebedouro). No dia 05 de maio de 1909 o decreto fora assinado pelo Engenheiro Francisco Homem de Mello. A empresa, sob o regime de Sociedade Anônima, passou a se chamar “Estrada de Ferro São Paulo-Goyas”.
Antes desta autorização, em 07 de janeiro de 1907 em sessão ordinária na câmara municipal de Bebedouro, foi outorgado aos coronéis João Manoel e Galliano Luiz Vieira Maldonado, a concessão por 20 anos, ou empresa que organizarem para uso e gozo para uma estrada de ferro dentro do município. O intendente Dr. Manoel Collaço Brandão Veras é quem assinara o documento final autorizando a concessão da ferrovia. Por motivos desconhecidos a concessão não se concretizou. Após 02 anos, no início do mês de fevereiro de 1909 visitando a região de Bebedouro o Engenheiro Francisco Homem de Mello interessou-se pelo empreendimento e obteve apoio dos fazendeiros e comerciantes da região, e no dia 25 de fevereiro de 1909 solicitou ao governo do estado de São Paulo, privilégio para a construção de uma estrada de ferro que, partindo desta cidade irá a Monte Azul com prolongamento para Villa Olímpia, até a Cachoeira do Maribondo, no Rio Grande, e daí procurará atravessar o triângulo mineiro e chegando às divisas com o estado de Goiás.
Na época, a maior dificuldade enfrentada pela empresa foi à desapropriação de terras no distrito de Monte Azul, alguns poucos proprietários não admitiam que a estrada de ferro cortasse suas propriedades, o mesmo acontecera no distrito, o traçado da estrada e sua estação estavam projetados para atravessar e ser construída dentro da localidade. Foi necessária a visita de um técnico do governo de são Paulo e intervenção do município de Bebedouro para que o traçado original da linha férrea fosse preservado.
Em 05 de março de 1910 foi realizada a viagem inaugural, de Bebedouro a Monte Azul e em 29 de março a primeira viagem oficial. De Bebedouro a Monte Azul existiam 07 estações ferroviárias. Algumas bem pequenas. Bebedouro, Miragem, Botafogo, Atalaia, Da. Luiza, Granada (atual povoado de Rosário) e Monte Azul. Em 1912 a ferrovia associou-se com a “Companhia Estrada de Ferro Pitangueiras” permanecendo com o mesmo nome “Estrada de Ferro São Paulo-Goyaz”. Em 1914 foi prolongado o trecho de Monte Azul a Villa Olímpia. Infelizmente, neste mesmo ano a empresa entrou em falência, mas permanecendo com as suas atividades normais, mesmo precariamente. Desde o início de suas atividades a São Paulo-Goyaz recebera ajuda e auxílio da Companhia Paulista de Estrada de Ferro, e neste momento de crise não seria diferente, pois a Companhia Paulista a considerava estratégica. Após 02 anos, em 1916 a empresa fora leiloada e passou a denominar-se “Companhia Ferroviária São Paulo-Goyaz”.
Em 1916 a estação de Passagem em Pitangueiras foi interligada a estação de Bebedouro. Em 1927 a empresa vendera sua linha férrea de Passagem a Bebedouro para Companhia Paulista de Estrada de Ferro, ficando somente com o trecho Bebedouro a Villa Olímpia. Em 1931 a São Paulo-Goyaz prolongou a estrada de ferro de Villa Olímpia até Nova Granada.
A linha da São Paulo-Goyaz deveria continuar com seu traçado para atingir Icem, perto da Cachoeira de Marimbondo, e cruzar o Rio Grande e prolongar-se até o estado de Goiás, mas Nova Granada acabou realmente sendo o ponto final da linha. Em 1950, a Companhia Paulista comprou a ferrovia SPG e usou o nome da cidade para nomear o ramal, passando a chamar-se Ramal de Nova Granada, nova denominação da velha São Paulo-Goyaz. O tráfego no ramal foi feito até o fim em locomotivas a vapor, pois as diesel tinham dificuldades com o lastro/bitola da linha e pouco rodaram por lá, apesar de todo o investimento feito pela Paulista nos anos 50. Em 1966, concretizou-se o fim do trecho entre Olímpia e Nova Granada pela Companhia Paulista e a consequente desativação da estação de Nova Granada. Em 1969 o último trecho, Bebedouro a Olímpia fora desativado, e logo em seguida os trilhos foram retirados, originando uma nova estrada de terra batida, ficando somente na lembrança e saudosismo dos mais antigos.